# 勒沙特莱 (科多尔省)
勒沙特莱（法語：Lechâtelet，法語發音：[ləʃatlɛ]）是法国科多尔省的一个市镇，属于博讷区。

## 地理
勒沙特莱（47°3'38"N, 5°8'39"E）面积3.64 平方千米，位于法国勃艮第-弗朗什-孔泰大區科多尔省，该省份为法国中东部省份，北起奥布省，西接涅夫勒省和约讷省，南至索恩-卢瓦尔省，东南接汝拉省，东临上索恩省，东北部与上马恩省接壤。
与勒沙特莱接壤的市镇（或旧市镇、城区）包括：博南孔特尔、拉布吕耶尔、索恩河畔欧维拉尔、布鲁万、格拉农、帕尼城。

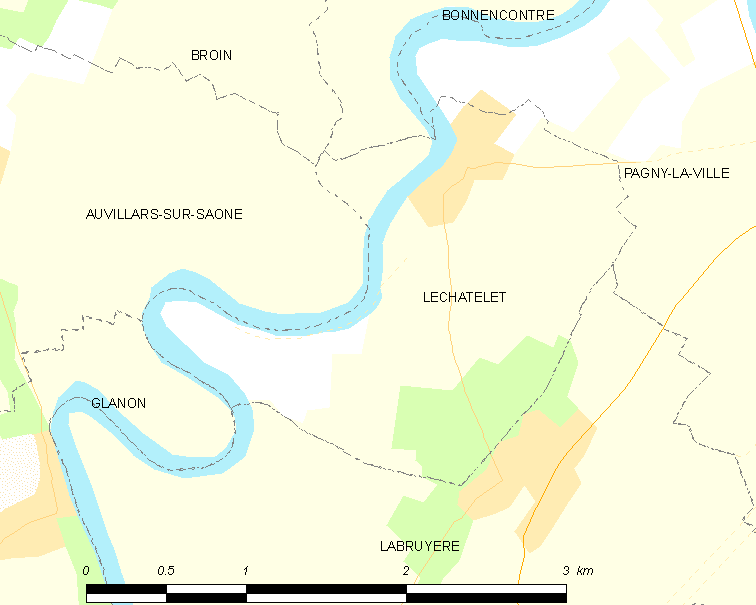
的OSM定位图

勒沙特莱的时区为UTC+01:00、UTC+02:00（夏令时）。

## 行政
勒沙特莱的邮政编码为21250，INSEE市镇编码为21344。

## 政治
勒沙特莱所属的省级选区为布拉泽昂普莱讷县。

## 人口

1962-2008年间人口变化图示

勒沙特莱于2022年1月1日时的人口数量为233人。